# Northern Cambria
Northern Cambria és una població dels Estats Units a l'estat de Pennsilvània. Segons el cens del 2000 tenia 4.199 habitants.

## Demografia
Segons el cens del 2000, Northern Cambria tenia 4.199 habitants, 1.763 habitatges, i 1.191 famílies. La densitat de població era de 540,4 habitants/km².
Dels 1.763 habitatges en un 28,1% hi vivien nens de menys de 18 anys, en un 51,3% hi vivien parelles casades, en un 11,9% dones solteres, i en un 32,4% no eren unitats familiars. En el 29,3% dels habitatges hi vivien persones soles el 17,7% de les quals corresponia a persones de 65 anys o més que vivien soles. El nombre mitjà de persones vivint en cada habitatge era de 2,37 i el nombre mitjà de persones que vivien en cada família era de 2,92.
Per edats la població es repartia de la següent manera: un 22% tenia menys de 18 anys, un 8,3% entre 18 i 24, un 26% entre 25 i 44, un 22,5% de 45 a 60 i un 21,2% 65 anys o més.
L'edat mediana era de 41 anys. Per cada 100 dones de 18 o més anys hi havia 86 homes.
La renda mediana per habitatge era de 24.655 $ i la renda mediana per família de 29.917 $. Els homes tenien una renda mediana de 27.214 $ mentre que les dones 17.546 $. La renda per capita de la població era de 13.129 $. Entorn del 15,4% de les famílies i el 17,7% de la població estaven per davall del llindar de pobresa.

## Poblacions més properes
El següent diagrama mostra les poblacions més properes.